# Hasovița, Smolean
Hasovița (în bulgară Хасовица) este un sat în comuna Smolean, regiunea Smolean,  Bulgaria. 

## Demografie
Componența etnică a satului Hasovița
     Bulgari (80%)
     Nicio identificare (20%)
     Altele (0%)
La recensământul din 2011, populația satului Hasovița era de 10 locuitori. Din punct de vedere etnic, majoritatea locuitorilor (80,0%) erau bulgari. Pentru 20,0% din locuitori nu este cunoscută apartenența etnică.